# Добропоље (Илирска Бистрица)
Добропоље (словен. Dobropolje, итал. Poglie di Bisterza) је насељено место у општини Илирска Бистрица, Приморско-нотрањска регија, Словенија.

## Историја
До територијалне реорганизације у Словенији било је у саставу старе општине Илирска Бистрица.

## Становништво
У попису становништва из 2011. године, Добропоље је имало 70 становника.
| Број становника према пописима | Број становника према пописима | Број становника према пописима |
| ------------------------------ | ------------------------------ | ------------------------------ |
| 1991                           | 2002                           | 2011                           |
| 75                             | 71                             | 70                             |

Напомена: До 2006. исказивано под именом Добро Поље.